# Ols Cinxo
Ols Cinxo, albanski violinist, * 1978, Tirana.
Violino je študiral na glasbeni akademiji v Tirani. Izpopolnjeval se je pri Pavlu Vernikovu in Igorju Volochinu v Portogruaru. Leta 2005 je nadaljeval podiplomski študij pri Vasiliju Meljnikovu na Akademiji za glasbo v Ljubljani. Kot študent je prejel več nagrad na tekmovanjih violinistov. Solistično je nastopal v Tirani, Skopju, Sarajevu, Prištini, Ljubljani, Ankari, Samsunu, St.Moritzu, Podgorici. Od leta 2000 je član Simfoničnega orkestra RTV Slovenija in sodeluje v različnih komornih skupinah.